# Borna
Borna är en stad i det tyska förbundslandet Sachsen. Den ligger cirka 30 km söder om Leipzig och är centralort för distriktet Leipzig.

## Geografi
Staden ligger i ett stort lågland. Under tertiär bildades här stora mängder av brunkol. Under de senaste 100 åren utvanns denna brunkol i dagbrott vad som ändrade landskapsbilden markant. Marken som fanns ovanpå brunkolen fylldes upp till kullar och i sänkorna bildades nya insjöar.

## Historia
Där staden idag ligger fanns under 800-talet en borg omgiven av vattenfyllda diken. Själva staden nämns 1251 för första gången i en urkund. Under medeltidens krig brändes Borna ner fem gånger. Fram till 1918 var en sachsisk garnison belägen i staden.
Med dagbrottet började stadens industrialisering. Järnvägslinjen till Neukieritzsch, som hade anslutning till Sachsens huvudnät, byggdes 1867 med pengar från Bornas invånare och från stadskassan.
Bornasjukan, som främst drabbar hästar, är uppkallad efter staden då den först observerades hos en häst som tillhörde Bornas kavalleri. 1908 hittades ett skelett av en mammut nära staden. Skelettet visades fram till andra världskriget i Leipzigs etnografiska museum men förstördes under ett bombangrepp.